# Grethe Rask
Margrethe P. Rask (urodzona w roku 1930, zmarła 12 grudnia 1977), lepiej znana jako Grethe Rask – duńska lekarka oraz chirurg w Zairze (obecnie Demokratycznej Republice Konga). W 1972 roku prowadziła szpital w wiosce Abumombazi, a w roku 1975 przeniosła się do duńskiego szpitala Czerwonego Krzyża w Kinszasie. Do Danii wróciła w 1977 roku po tym, jak pojawiły się u niej objawy nieznanej choroby, którą później okazało się być AIDS. Trzy i pół roku później w czerwcu 1981 roku Centrum Kontroli i Prewencji Chorób (CDC) rozpoznała AIDS. Rask była jedną z pierwszych osób (wraz z Arvidem Noem) spoza Afryki, które zmarły z przyczyn związanych z AIDS.

## Życiorys (1930-1974)
Urodzona w 1930 roku w Thisted, dr Rask praktykowała medycynę w Zairze przez niedługi czas w roku 1964 (musiała przerwać i wrócić do Europy na szkolenie w zakresie chirurgii żołądka i chorób tropikalnych) oraz latach 1972-1977. Pracowała najpierw w małym szpitalu w wiosce Abumombazi, a następnie od roku 1975 w duńskim szpitalu Czerwonego Krzyża w Kinszasie. Prawdopodobnie po raz pierwszy została wystawiona na niebezpieczeństwo zarażenia wirusem HIV w 1964 roku. Jej przyjaciel i współpracownik, Ib Bygbjerg (lekarz specjalizujący się w chorobach zakaźnych), napisał w 1983 roku list do The Lancet, że „pracując jako chirurg w prymitywnych warunkach, ona [Grethe Rask] jest ogromnie narażona na bezpośredni kontakt z krwią pacjentów”.

## Choroba i śmierć (1975-1977)
Pod koniec roku 1974 u Rask pojawiły się objawy zakażenia wirusem HIV, w tym biegunka, obrzęk węzłów chłonnych, utrata masy ciała i zmęczenie. Mimo że objawy w wyniku leczenia ustąpiły, w 1975 roku dolegliwości Rask znacznie się nasiliły. W lipcu 1977 roku, kiedy to spędzała wakacje w Afryce Południowej wymagała już tlenoterapii. Wróciła do Danii, gdzie badania przeprowadzone w szpitalu Rigshospitalet w Kopenhadze wykazały między innymi zakażenie gronkowcem złocistym, drożdżycę oraz pneumocystozę. Te tak zwane zakażenia oportunistyczne są charakterystyczne dla chorych o obniżonej odporności. Badania wykazały, że Rask miała niedobór odporności, ze względu na znaczny niedobór limfocytów T. W owym czasie nie można było wyjaśnić powodów progresji choroby, która z perspektywy czasu miała być postrzegana jako jeden z pierwszych przypadków AIDS odnotowanych poza Afryką.
W listopadzie 1977 roku po licznych badaniach i nieskutecznym leczeniu Grethe Rask wróciła w końcu do domu, gdzie jej wieloletnia partnerka (i pielęgniarka) podjęła się opieki nad nią. W grudniu wróciła do szpitala Rigshospitalet w Kopenhadze, aby poddać się kolejnym badaniom. Zmarła 12 grudnia 1977 r. na pneumocystozowe zapalenie płuc wywołane przez Pneumocystis jiroveci.

## Sekcja zwłok i testy
Sekcja zwłok wykazała, że płuca Rask były wypełnione Pneumocystis jiroveci. Jest to kosmopolityczny grzyb wywołujący u człowieka pneumocystozowe zapalenie płuc występujące głównie osób z obniżoną odpornością i które dziś znane jest jako częsty objaw AIDS. Po szeroko zakrojonych badaniach dotyczących AIDS, w Kopenhadze w 1984 roku poddano testom próbki krwi Rask. Badanie wykonano bardzo wczesną wersją testu immunoenzymatycznego (ELISA), który dał wynik ujemny na HIV/AIDS. Dwa późniejsze badania wykonane w USA w 1987 z użyciem bardziej zaawansowanych metod dały wynik pozytywny. W związku z tym Rask jest uznawana za jedną z pierwszych osób spoza Afryki, które zmarły na AIDS.